# Robert Goff, Baron Goff of Chieveley

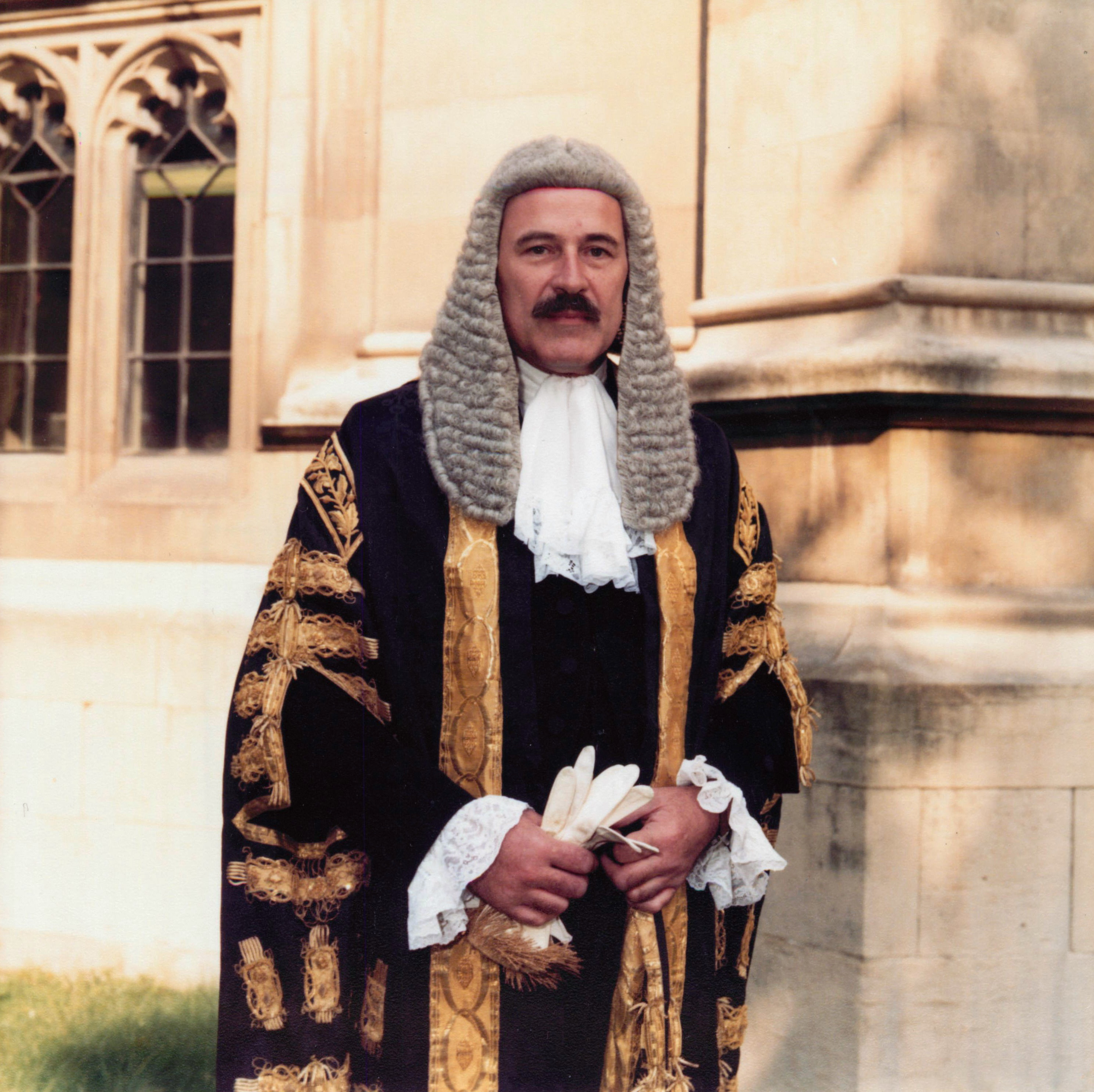
Robert Goff, Baron Goff of Chieveley, 2015

Robert Lionel Archibald Goff, Baron Goff of Chieveley, PC, FBA (* 12. November 1926; † 14. August 2016) war ein britischer Richter und Life Peer.

## Leben und Karriere
Seine Schulbildung hatte Goff am Eton College erhalten, bevor er das Studium am New College aufnahm, das er 1953 mit einem Magister Artium abschloss und an dem er 1972 promovierte.
Er diente von 1945 bis 1948 bei den Scots Guards.
Am Lincoln College der University of Oxford war er von 1951 bis 1955 Fellow und Tutor. Im Jahr 1951 wurde er von der Kammer Inner Temple als Anwalt zugelassen. 1975 wurde er dort Bencher. Goff wurde 1967 Kronanwalt. Von 1974 bis 1975 war er Recorder des Crown Court sowie von 1975 bis 1982 Richter des High Court of Justice. Von 1979 bis 1981 war er Richter der Commercial List und Vorsitzender (Chairman) des Commercial Court Committee. Von 1982 bis 1985 war er Lord Justice of Appeal.
Von 1980 bis 1981 war Goff Ehrenhalber Professor für Rechtsethik an der University of Birmingham; 1983 war er Maccabaean Lecturer und 1987 Lionel Cohen Lecturer in Jerusalem sowie 1993 Cassell Lecturer in Stockholm. Er war von 1976 bis 1982 Vorsitzender des Aufsichtsrates (Council) von Legal Education und von 1986 bis 1991 beim Court der University of London.
Beim British Institute of International and Comparative Law war er zunächst von 1986 bis 2001 Vorsitzender und seit 2001 Präsident. Von 1990 bis 2001 war er Vorsitzender des Beirats (Advisory Council) des Oxford Institute of European and Comparative Law. Von 1986 bis 1991 war Goff Präsident des Chartered Institute of Arbitrators. 1986 war er Präsident des Bentham Club. Von 1986 bis 1987 war er dies beim Holdsworth Club. Bei der University of Oxford war er von 1990 bis 2001 High Steward.
Er war Co-Autor von The Law of Restitution, welches er mit Professor Gareth Jones verfasste. Außerdem ist Goff Schirmherr (Patron) des Oxford University Commonwealth Law Journal.

## Mitgliedschaft im House of Lords
Goff wurde 1986 Lord of Appeal in Ordinary und blieb dies bis 1996, gleichzeitig wurde er Life Peer als Baron Goff of Chieveley in the County of Berkshire. Im Anschluss wurde er Senior Lord of Appeal in Ordinary von 1996 bis zu seinem Eintritt in den Ruhestand 1998.
Seine Anwesenheit bei Sitzungstagen lag Ende der 1990er im unregelmäßigen, zweistelligen Bereich und sank nach der Jahrtausendwende noch weiter ab. Zuletzt war er in der Sitzungsperiode 2004/2005 anwesend.
Seit dem 25. Mai 2010 war er durch einen vom House of Lords vergebenen Leave of Absence beurlaubt.

## Ehrungen
Goff war Träger mehrerer Ehrendoktortitel. Die City University London und die University of Reading ehrten ihn mit dem Ehrendoktortitel eines Doctor of Letters (Hon DLitt). Von der University of Buckingham, der University of London und der University of Bristol wurde er mit dem Ehrendoktortitel eines Doktors der Rechtswissenschaften (Hon LLD) ausgezeichnet.
Er war Honorary Fellow des Lincoln College seit 1983, des New College seit 1986 und des Wolfson College seit 2001. 1987 wurde er Fellow der British Academy.
Goff wurde für seinen Beitrag zum britischen Bewusstsein des deutschen Rechts mit dem Verdienstorden der Bundesrepublik Deutschland erster Klasse ausgezeichnet.

## Familie
Goff entstammt dem Geschlecht der Barone Davis-Goff, wurde als zweites Kind von Lionel Trevor Davis-Goff und dessen Frau Isobel Denroche-Smith geboren und hatte eine ältere Schwester. Von 1953 bis zu seinem Tod war er mit Sarah Cousins verheiratet, mit der er zwei Söhne und zwei Töchter hatte. Einer der Söhne starb vor ihm.
Baron Goff starb am 14. August 2016.

## Veröffentlichungen
- mit Gareth Jones: The Law of Restitution. Sweet & Maxwell, 1966, ISBN 978-0-421-04710-5.